# محمود الصبيحي
الفريق ركن مَحْمُوُد أَحْمَد سالِم الصُّبَيْحي قائد وعسكري يمني، من مواليد 1948م منطقة هويرب، مديرية المضاربة، محافظة لحج، جنوب اليمن عُين وزيراً للدفاع الدفاع في حكومة خالد بحاح بتاريخ 7 نوفمبر 2014  وكان حينها قائد المنطقة العسكرية الرابعة  وعُين قائداً لمحور العند وللواء 201 مشاه ميكا في مارس 2011، وكان مستشار القائد الأعلى للقوات المسلحة ورُقي في 2010 إلى رتبة لواء. عينه الحوثيون رئيساً للجنة الأمنية العليا بعد انقلاب اليمن 2014 ولكنه تمكن من الهروب إلى عدن واجتمع بالرئيس هادي الذي عينه قائماً بمهام وزير الدفاع بعد تقديم حكومة خالد بحاح استقالتها في 22 يناير 2015. وعُين بعد ذلك وزيراً للدفاع في الحكومة المصغرة في المنفى ولكن الحوثيين استطاعوا القبض عليه، وتم إطلاق سراحه في 10 من إبريل من العام 2023 ووصل يوم الجمعة 14 مايو 2023 إلى عدن عن طريق مطار عدن الدولي. وفي 9 مايو 2024 رُقّي اللواء الركن الصبيحي من قبل رشاد العليمي رئيس مجلس القيادة الرئاسي إلى رتبة فريق ركن ومُنح وسام 26 سبتمبر من الدرجة الأولى في القصر الرئاسي في العاصمة المؤقتة عدن، وفي 12 مايو 2024 عُين مستشارًا لرئيس مجلس القيادة الرئاسي لشؤون الدفاع والأمن.

## المؤهـلات العلمية
- بكالوريوس علوم عسكرية - الكلية العسكرية عدن 1976م.
- ماجستير علوم عسكرية - أكاديمية فرونزي - الاتحاد السوفيتي 1978 - 1982م.
- دورة قيادة وأركان - أكاديمية فرونزي 1988م.

## المناصب التي تقلدها
1. مدير الديوان بوزارة الدفاع، عدن 1976 - 1978م.
2. أركان حرب لواء ملهم 1982 -1986م.
3. قائد اللواء 25 ميكا 1986 - 1988م.
4. قائد الكلية العسكرية عدن 1988 - 1990م.
5. نائب مدير الكلية الحربية 1990 - 1993م.
6. قائد اللواء 25 ميكا 1993 - 1994م.
7. قائد محور العند.
8. قائد اللواء 201 ميكا منذ مارس 2011 حتى 10 ابريل 2013م.[8]
9. قائد المنطقة العسكرية الرابعة أبريل 2013 - نوفمبر 2014.[2]
10. وزير الدفاع 7 نوفمبر 2014 - 7 نوفمبر 2018.
11. مستشار القائد الأعلى للقوات المسلحة.

## اعتقاله
تم القبض عليه واعتقاله في الثاني والعشرين من فبراير عام 2015 في مدينة الحوطة محافظة لحج وبرفقته اللواء فيصل رجب قائد اللواء 119 مشاة واللواء ناصر منصور هادي شقيق الرئيس عبد ربه منصور هادي. وتم ترحيله إلى السجن السياسي في صنعاء
وتناقلت العديد من المواقع الإخبارية عن صفقات تبادل للأسرى والإفراج عنه ولكن الحقيقة كانت غير ذلك وبادرت سلطنة عمان في اتفاقية مع الحوثيين حول الإفراج عنه وعدد من القيادات العسكرية المعتقلين لدى الحوثيين. وأُفرج عنه الى جانب شقيق الرئيس السابق عبد ربه منصور هادي اللوء ناصر منصور هادي في 14 أبريل 2023 كجزء من صفقة تبادل أسرى بين الحكومة اليمنية والحوثيين برعاية منظمة الصليب الأحمر.